# Friedrich Gottfried Abel
Friedrich Gottfried Abel (* 8. Juli 1714 in Halberstadt; † 23. November 1794 ebenda) war ein deutscher Mediziner und Schriftsteller.

## Leben
Friedrich Gottfried Abel war der Sohn des aus der gleichnamigen Gelehrtenfamilie stammenden Historikers und Rektors der Halberstädter Johannisschule, Caspar Abel. Seine Brüder waren die Pastoren Christian Leberecht und Joachim Gottwalt Abel. Er besuchte die Schule in Halberstadt und Wolfenbüttel. Abel studierte ab 1731 Theologie an der Universität Helmstedt und ging 1732 an die Universität Halle. Neben dem Studium war er als Hauslehrer tätig. Ein Angebot, das Rektorat der Johannisschule in Halberstadt zu übernehmen, lehnte Abel ab. Er wechselte 1732 das Studienfach und studierte fortan Medizin. Das Studium setzte er in Königsberg fort, wo er 1744 zum Dr. med. promoviert wurde. Er ging nach Halberstadt zurück, wo er rund 50 Jahre als praktischer Arzt arbeitete. Abel wurde 1771 Assessor des Collegium Medicum und 1788 Physicus des Halberstädter Domkapitels. Er stand den zeitgenössischen, drastischen Heilmethoden kritisch gegenüber und bevorzugte eine einfache, den spezifischen Krankheiten angepasste Therapie.
Neben seiner medizinischen Tätigkeit widmete sich Abel literarischen Studien, insbesondere den lateinischen Klassikern. Er übersetzte Juvenal und Sulpicia, deren gesamte Satiren er 1785 mit Unterstützung Johann Wilhelm Ludwig Gleims publizierte. Seit 1788 war er wie auch Gleim Mitglied der Literarischen Gesellschaft Halberstadt.
Abel starb 1794 in Halberstadt.

## Familie
Friedrich Gottfried Abel heiratete 1744 Catharina Maria Riese, eine Nachfahrin des Mathematikers Adam Riese. Das Paar hatte drei Töchter und zwei Söhne. Ein  Sohn war der Arzt und Kunstsammler Johann Gotthelf Leberecht Abel. Die Tochter Louise Magdalena Justina Abel war verheiratet mit dem Halberstädter Dichter Klamer Schmidt.

## Schriften (Auswahl)
- Juvenals und Sulpizia’s sämtliche Satiren, Verlag Meyer, Lemgo, 1785.